# Tadeusz Sarnecki
Tadeusz Sarnecki (ur. 9 maja 1911 w Łodzi, zm. 19 marca 1981) – łódzki poeta, prozaik, publicysta, wydawca, animator życia kulturalnego.

## Życiorys

### Młodość i okres przedwojenny
Urodził się 9 maja 1911 w śródmieściu Łodzi przy ul. Wólczańskiej. Ojciec był stolarzem a matka pracowała jako szwaczka w fabryce Juliusza Kunitzera na Widzewie.
Szkołę powszechną ukończył w 1924, maturę uzyskał w 1930 w Miejskim Gimnazjum Męskim im. J. Piłsudskiego w Łodzi.
Studiował polonistykę na Wydziale Humanistycznym Uniwersytetu Warszawskiego i w 1935 uzyskał dyplom magistra filozofii w zakresie filologii polskiej.
Już na czwartym roku studiów był asystentem. 
Po ukończeniu studiów pozostał na uczelni, jednak zrezygnował z pracy na znak protestu przeciw  przywłaszczeniu jego pracy naukowej przez innego naukowca uczelni. 
Pracował potem jako nauczyciel w Gimnazjum im. Lelewela w Warszawie a następnie przez rok w Chełmie w Gimnazjum Kupieckim i Zamościu też w Gimnazjum Kupieckim.
W 1937 opuścił Zamość w wyniku niesprzyjającej atmosfery w szkole, m.in. postawiono mu zarzut zarażania młodzieży poglądami lewicowymi.
Wrócił do rodzinnej Łodzi.
W 1938 wraz z Grzegorzem Timofiejewem zaczął wydawać miesięcznik „Wymiary”, którego układ graficzny projektował Władysław Strzemiński. Był to miesięcznik kulturalny, starający się o rozwój kultury w Łodzi, już w pierwszym numerze ukazał się artykuł „Walka o kulturę Łodzi”. Także ukazywały się w nim wiersze, również jego autorstwa (pisywał wiersze już dużo wcześniej a debiutancki tomik poezji ukazał się drukiem jeszcze w Zamościu). W tym miesięczniku publikowało wielu znakomitych autorów: dziennikarzy, literatów, krytyków i naukowców także łódzkich m.in. Eugeniusz Ajnenkiel, Mieczysław Jastrun, Kazimierz Sowiński, Czesław Garda, Stefania Skwarczyńska, Anna Rynkowska. Z Warszawy: Julian Tuwim, Stanisław Ryszard Dobrowolski, Witold Doroszewski, Julian Krzyżanowski, Karol Irzykowski, Jan Nepomucen Miller, Jerzy Zawieyski, ale także z innych miast - Kazimierz Wyka, Jalu Kurek, Stanisław Czernik, Julian Przyboś, Tadeusz Różewicz, Aleksander Brückner, Józef Wittlin.
Ostatni numer ukazał się w lipcu 1939, potem była planowana przerwa wakacyjna, a numer wrześniowy przygotowany i wydrukowany już się nie ukazał — napaść hitlerowców na Polskę spowodowała wojnę.  

### Czas wojny
W sierpniu 1939 zawarł związek małżeński, który nie przetrwał wojny.
Po wybuchu wojny poszedł z innymi mężczyznami bronić Warszawy. Został ranny, choć na szczęście niegroźnie.
Po powrocie do Łodzi zaczął działać w konspiracji, redagując tajne pisma: „Kronika”, „Kronika Polski”, a następnie „Biuletyn Kujawski”. Hitlerowcy wpadli na trop tej patriotycznej działalności i choć nie udało im się go aresztować, to zaocznie skazali go na karę śmierci. Uciekł do Warszawy, tam działał dalej w konspiracji, wydając nielegalne, konspiracyjne pisma, także podczas powstania warszawskiego. Nawiązał kontakt ze Stronnictwem Polskich Demokratów i wydawał konspiracyjny „Dziennik Polski”, a potem „Dzień”. Działał na rzecz ratowania polskich Żydów, był działaczem terenowego referatu „Żegoty”.
Po upadku powstania wywieziony został ostatnim transportem do obozu pracy w Appeldornie w północno-zachodniej Nadrenii. W marcu 1945 udało mu się zbiec, przekroczył linię frontu, znalazł się w Holandii a potem w Belgii, gdzie w Brukseli redagował wznowioną „Kronikę Polski”.

### Okres powojenny
Wrócił do Polski i nie emigrował, choć inni emigracyjni działacze go namawiali. Nie wyjechał wierny swojej zasadzie: „Polskę można budować tylko w Polsce”.
Nie miał łatwego życia, przed wojną i po wojnie długo poszukiwał pracy. Stałej pracy przez wiele lat nie udawało mu się znaleźć aż do końca lat 60. XX wieku. Dopiero ostatni okres życia miał spokojniejszy, gdy w 1969 został starszym radcą w Centralnej Poradni Amatorskiego Ruchu Artystycznego. Rok później objął takie samo stanowisko w Ministerstwie Kultury i Sztuki, gdzie pracował nieprzerwanie do momentu przejścia na emeryturę w 1976.
Wolny od codziennych dojazdów do Warszawy zajął się porządkowaniem swojej kolekcji  liczącej ponad 10 000 barwnych slajdów, przedstawiających sztukę i architekturę polską i światową.
Pisał obszerny traktat O sztuce inaczej, w którym chciał wyrazić swoje widzenie sztuki przez wieki od czasów najdawniejszych po współczesność, przybliżyć sztukę wszystkim, nawet tym, którzy nie mieli z nią kontaktów. Książka nie została dokończona i nie została wydana.
Także nie ukończył innej książki, którą pisał przez wiele lat Życie, kultura, wychowanie.
Zmarł 19 marca 1981. W podmiejskim pociągu miał wylew i częściowy paraliż, nikt tego nie zauważył, pociąg odstawiono na bocznicę, znaleziono go po 17 godzinach, gdy pociąg miał ruszyć w następną podróż.
Pochowany na cmentarzu w Otwocku.
Szkic biograficzny: Tadeusz Gicger, Opowieści o dawnych poetach Łodzi. Łódź 1995, s. 121